# Jean-Paul L'Allier
Jean-Paul L'Allier (Hudson, 12 de agosto de 1938 - Quebec, 5 de enero de 2016) fue un político canadiense, miembro durante dos mandatos de la Asamblea Nacional de Quebec (MNA) y el alcalde número 38 de la ciudad de Quebec.

## Antecedentes
L'Allier nació en Hudson, Montérégie en 1938. Obtuvo el grado en Derecho en la Universidad de Ottawa. Se dedicó a la práctica de la abogacía en las regiones de Ottawa y Outaouais durante la década de 1960. Trabajó para el periódico Le Devoir de Montreal en la década de 1980. Se autoproclamó liberal, soberanista y socialdemócrata.

## Miembro de la Asamblea Nacional
L'Allier se convirtió en candidato a la Asamblea Nacional de Quebec en el distrito Deux-Montagnes. Fue después candidato liberal y alcalde de Guy Léveillée de Saint-Eustache, Laurentides. Se retiró de la profesión en las elecciones de 1970. Ganó la nominación Liberal contra otros dos candidatos y, posteriormente, ganó la elección. Fue reelegido en las elecciones de 1973.